# جونينيو (لاعب كرة قدم مواليد 1990)
جونينيو (بالبرتغالية: Evanildo Borges Barbosa Júnior‏) هو لاعب كرة قدم برازيلي في مركزي الدفاع، ولد في 11 يناير 1990 في سلفادور في البرازيل. لعب مع غراميو اساسكو اوداكس اسبورت كلوب ونادي بالميراس ونادي فيتوريا ونادي فيغورينسي.

## وصلات خارجية
- جونينيو (لاعب كرة قدم مواليد 1990) على موقع قاعدة بيانات كرة القدم.إي يو (الإنجليزية)
- جونينيو (لاعب كرة قدم مواليد 1990) على موقع Soccerway.com (الإنجليزية)
- جونينيو (لاعب كرة قدم مواليد 1990) على موقع عالم كرة القدم.نت (الإنجليزية)